# Synagoge (Sennfeld)

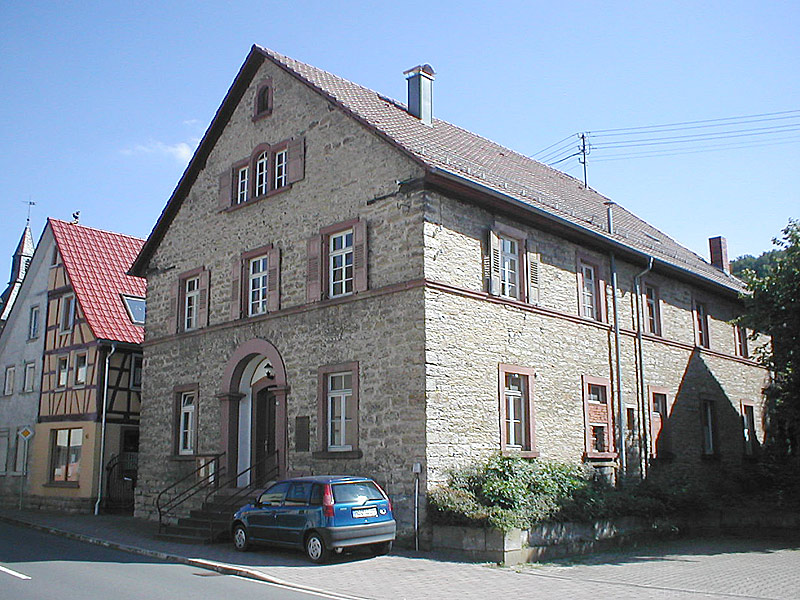
Profanierte Synagoge in Sennfeld

Die Synagoge in Sennfeld, einem Stadtteil von Adelsheim im Neckar-Odenwald-Kreis in Baden-Württemberg, wurde 1835/36 errichtet. Die profanierte Synagoge befindet sich in der Hauptstraße 43.

## Geschichte
Die jüdische Gemeinde Sennfeld besaß bereits im 18. Jahrhundert eine Synagoge. Da diese für die wachsende Anzahl der Gemeindemitglieder zu klein geworden war, wurde an gleicher Stelle 1835/36 ein Neubau errichtet. In der neuen Synagoge befanden sich neben dem Betsaal auch ein rituelles Bad (Mikwe), ein Unterrichtsraum der jüdischen Schule (bis 1876 Konfessionsschule, danach Religionsschule) und eine Lehrerwohnung.

## Architektur
Die Synagoge in Sennfeld ist ein Massivbau aus heimischem Muschelkalkstein. Eine Außentreppe führt durch ein Korbbogenportal ins Innere. Im Portalbogen war folgende Inschrift eingraviert: Dies ist das Tor zum Herrn, Gerechte treten durch es hinein (Psalm 118,20).
Durch einen Gang erreicht man den Betsaal. Auf der rechten Seite des Ganges befand sich ursprünglich das Schulzimmer und in den beiden Räume auf der linken Seite befinden sich die alte und die neue Mikwe. Beide wurden 1992 bei den Renovierungsarbeiten wieder in den ursprünglichen Zustand versetzt.
Der Betsaal war ein rechteckiger Raum mit einer Breite von 8,90 m und einer Länge von 11,25 m. Der Fußboden bestand aus roten Sandsteinplatten. Im Mittelgang vor dem Toraschrein stand die Bima. Die Frauenempore war über eine Treppe, die auch zur Lehrerwohnung im ersten Stock führte, zu erreichen. Im zweiten Stock befanden sich ein Gästezimmer und ein großer Dachboden, in dessen Fußboden bei den Renovierungsarbeiten eine Geniza gefunden wurde.

## Zeit des Nationalsozialismus
Während der Novemberpogrome 1938 wurde die Inneneinrichtung der Synagoge durch SA-Männer zerstört. Die Kultgegenstände wurden auf die Straße geworfen und ebenfalls vernichtet. Im Februar 1940 wurde die Synagoge an die politische Gemeinde Sennfeld verkauft.
Während des Zweiten Weltkriegs wurde das Gebäude als Kino bzw. Kriegsgefangenenlager genutzt.

## Heutiger Zustand
Nach der Rückerstattung an die Jewish Restitution Successor Organization (JRSO) wurde die Synagoge 1951 an die katholische Kirchengemeinde Adelsheim verkauft. Nachdem eine katholische Kirche in Sennfeld errichtet worden war, kaufte die politische Gemeinde Sennfeld das Gebäude. Nach verschiedene Nutzungen und umfangreichen Renovierungsarbeiten dient das Gebäude seit 2001 als Heimatmuseum und Gedenkstätte zur Geschichte der jüdischen Gemeinde in Sennfeld.

## Gedenken
Am 9. November 1991 wurde über dem Grundstein eine Gedenktafel zur Erinnerung an die Synagoge und die Deportation der Juden aus Sennfeld im Jahr 1940 angebracht.